# 舍奈勒沙泰勒
舍奈勒沙泰勒（法語：Chenay-le-Châtel，法語發音：[ʃənɛ lə ʃatɛl]）是法国索恩-卢瓦尔省的一个市镇，属于沙罗勒区。

## 地理
舍奈勒沙泰勒（46°13'39"N, 3°56'22"E）面积32.14 平方千米，位于法国勃艮第-弗朗什-孔泰大區索恩-卢瓦尔省，该省份为法国中部省份，北起顺时针与科多尔省、汝拉省、安省、罗讷省、卢瓦尔省、阿列省和涅夫勒省接壤。
与舍奈勒沙泰勒接壤的市镇（或旧市镇、城区）包括：塞龙、拉帕科迪耶尔、圣马丹代斯特雷欧、于尔比斯、维旺、默莱。

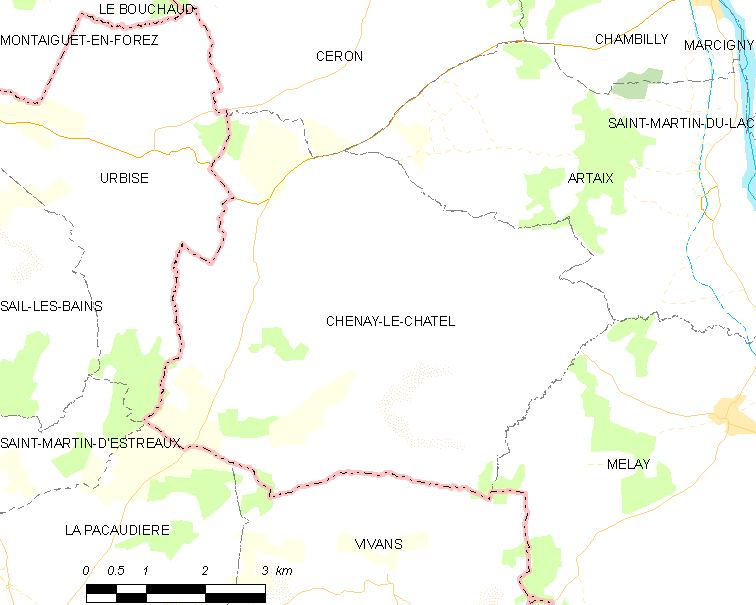
舍奈勒沙泰勒的OSM定位图

舍奈勒沙泰勒的时区为UTC+01:00、UTC+02:00（夏令时）。

## 行政
舍奈勒沙泰勒的邮政编码为71340，INSEE市镇编码为71123。

## 政治
舍奈勒沙泰勒所属的省级选区为帕赖勒莫尼亚勒县。

## 人口

1962-2008年间舍奈勒沙泰勒人口变化图示

舍奈勒沙泰勒于2022年1月1日时的人口数量为373人。